# Mathathane
Mathathane è un villaggio del Botswana situato nel distretto Centrale, sottodistretto di Bobonong. Il villaggio, secondo il censimento del 2011, conta 2.672 abitanti.

## Località
Nel territorio del villaggio sono presenti le seguenti 10 località:
- Dikgatlhong/Manake di 21 abitanti,
- Letswereng di 17 abitanti,
- Madale di 28 abitanti,
- Makadibeng di 34 abitanti,
- Marokodi di 2 abitanti,
- Monyemotlobo di 37 abitanti,
- Seletswe di 39 abitanti,
- Semphane di 117 abitanti,
- Tshweung,
- Vaalrants/Seletswane di 16 abitanti